# Multitap
Un multitap è una periferica per le console videoludiche che espande il numero di porte dei controller in modo da consentire il gioco a un numero superiore di giocatori. Un multitap, spesso, ha la forma di una scatola con sopra come minimo due porte per altri due controller, e viene a sua volta collegato a una delle porte sulla console.
Principalmente i giochi di sport, ma anche alcuni GdR e FPS hanno le caratteristiche per poter sfruttare il supporto dei multitap.

## Storia

### Era a 8 bit
Il primo dispositivo multitap è stato prodotto dalla NEC-Hudson Soft per il PC-Engine/TurboGrafx-16. La console PC-Engine è stata una delle poche ad avere solamente una porta disponibile per un controller, quindi per permettere il gioco multiplayer doveva essere necessariamente utilizzato il Turbo Tap, che permetteva di aumentare i giocatori del PC-Engine fino a cinque.

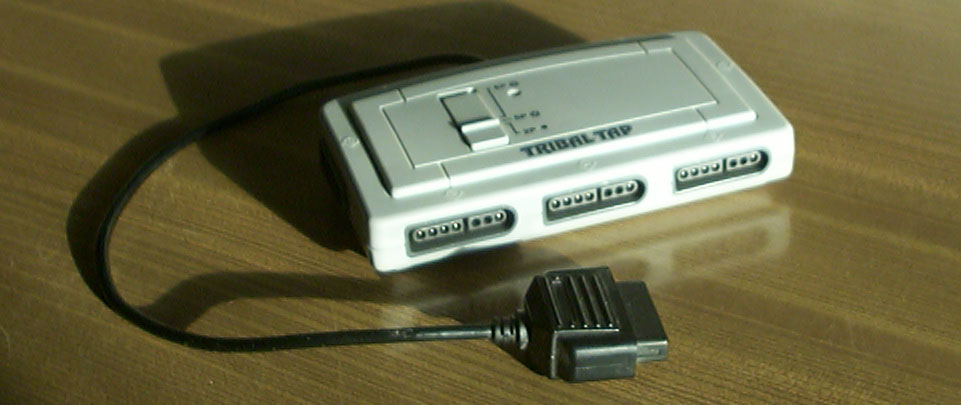
Tribal tap per SNES

Il Nintendo Entertainment System (NES) ha avuto ufficialmente due multitap, il NES Four Score e il wireless NES Satellite.

### Era a 32 bit e successive
Multitap sono stati distribuiti da Atari per il Jaguar, dalla SEGA per il Saturn e dalla Sony per la PlayStation e la PlayStation 2.
Negli ultimi anni i multitap sono diventati delle periferiche secondarie, in quanto la maggior parte delle console vengono ormai disegnate con un numero di porte per controller sufficiente ai multiplayer fino a quattro giocatori. La prima console che integrava quattro porte per collegare i controller era stata la Bally Astrocade, ma questa caratteristica non era più stata riutilizzata fino all'arrivo del Nintendo 64. Successivamente al N64 tutte le console, con l'eccezione della PlayStation e PlayStation 2, hanno incluso quattro porte sulla console stessa.
Con l'arrivo degli standard wireless per collegare i controller, sembra che la tradizione dei multitap stia definitivamente arrivando al suo termine.

#### Multitap PlayStation
Il PlayStation Multitap per le console PlayStation e PlayStation 2, della Sony, permette di collegare quattro giocatori, fino a un massimo di otto giocatori con due multitap. Consente, oltre alla connessione del controller anche quella della Memory card Playstation, permettendo così ad ognuno di poter salvare i propri progressi sulla relativa scheda personale.
- Il Multitap 1 è a forma di angolo retto; sui lati sono disposte quattro porte per poter collegare quattro controller aggiuntivi e quattro Memory Card.
- Il Multitap 2 è uscito solo per console PlayStation 2 (in quanto con quest'ultima è cambiato l'algoritmo di compressione delle Memory Card); ha sempre quattro porte con quattro accessi Memory Card ma è stato ridotto rispetto all'originale, rendendolo meno ingombrante.